# 단주 한씨
단주 한씨(湍州韓氏)는 경기도 파주시 장단면을 본관으로 하는 한국의 성씨이다. 시조는 고려 현종의 국구(國舅)로 광록대부(光祿大夫), 소경(少卿)을 지내고 내사령(內史令)에 증직(추증)된 한총례(韓聰禮)이다.

## 참고 자료
- “단주한씨(湍州韓氏)”. 뿌리를 찾아서.[깨진 링크(과거 내용 찾기)]